# 烈車戦隊トッキュウジャー THE MOVIE ギャラクシーラインSOS
『烈車戦隊トッキュウジャー THE MOVIE ギャラクシーラインSOS』（れっしゃせんたいトッキュウジャー ザ ムービー ギャラクシーラインエスオーエス）は、2014年7月19日より東映系で公開された特撮テレビドラマスーパー戦隊シリーズの『烈車戦隊トッキュウジャー』の劇場版作品。『劇場版 仮面ライダー鎧武 サッカー大決戦!黄金の果実争奪杯!』と同時上映。

## 概要
『烈車戦隊トッキュウジャー』の初の単独劇場版作品。例年よりも早い7月に公開された。
本作品オリジナルメカとしてサファリレッシャー/サファリガオーが登場し、またトッキュウジャーの本作品限定形態としてトッキュウジャーサファリも登場する。ミニチュアとCGを併用した特撮を見所としている。従来の夏季劇場版は特撮シーンはテレビシリーズでの第2次特撮と同時に撮影されていたが、本作品では公開時期がずれたためにスケジュールが合わず、特撮班ではなく本編班が特撮シーンの撮影も担当した。そのため本編での特撮撮影を得意とする竹本昇が監督に起用された。撮影はテレビシリーズ第15駅・第16駅と並行して行われた。
ゲストヒロイン・レディ役として『クッキンアイドル アイ!マイ!まいん!』で知られる福原遥が、敵怪人ナイル伯爵の声として音楽家のヒャダインが出演。レディの相棒パス子の声役には『海賊戦隊ゴーカイジャー』でルカ・ミルフィ/ゴーカイイエロー役を演じた市道真央がM・A・O名義で出演した。福原は監督の竹本からの指名で起用され、M・A・Oは『アイ!マイ!まいん!』で福原と共演していたことからキャスティングされた。
企画はサファリレッシャーが登場することが最初に決まっており、そこからゲストキャラクターや設定などが発想された。ストーリーはライト/トッキュウ1号とゲストヒロイン・レディの関わりが中心となっており、スーパー戦隊シリーズの劇場版で定番とされている「レッドとヒロインのラブストーリー」に近いものとなっているが恋愛要素はない。
長濱慎が演じる虹野明/トッキュウ6号は、本作品の撮影がテレビシリーズよりも先に行われた。明が初登場するテレビシリーズ第17駅・第18駅の脚本が本作品の撮影途中に完成したため、それに合わせた明の描写が追加で撮影された。本作品での明の衣裳は仮のものであったがテレビシリーズでもそのまま採用された。「ここが俺の死に場所だ」という決め台詞は本作品の脚本で最初に書かれ、意味合いについてはその後のテレビシリーズの脚本執筆時に考えられた。
車掌役の関根勤は、本作品で初めて屋外ロケに参加した。

## あらすじ
宇宙空間には地球のレインボーラインと同じようにイマジネーションによって生まれた路線ギャラクシーラインが存在した。そのギャラクシーラインでは5編成の烈車サファリレッシャーが宇宙中を走行しており、25年に1度は地球の近くを通りかかるといわれている。
そして2014年。地球に接近する時期を迎えたある日、宇宙で暗躍するシャドーラインの幹部ナイル伯爵がサファリレッシャーを襲撃。サファリレッシャーは4編成が切り離され、残った1編成も地球に不時着してしまう。不時着した車両に乗っていたギャラクシーラインの車掌レディはレインボーラインの烈車に救難信号を送る。

## 登場人物

### ギャラクシーライン
レディ
サファリレッシャーの女性車掌。時間に関しては非常に厳しく、特殊な懐中時計で常に確認する。
- 脚本を担当した小林靖子は、新たな烈車が登場することからその車掌を想定し、華やかさを考慮して少女に設定した。

パス子
レディが右手に填めているパペット。コック帽を被っているが理由は明らかになっていない。
- パス子は脚本では存在せず、車掌に対するチケットのような存在として急遽創作された。

### シャドーライン
- デザインはすべて篠原保が担当した[17][18]。

ナイル伯爵
宇宙方面を担当するシャドーラインの幹部。闇形式はナイ89489-SOS。性格は傲慢かつ冷酷。トッキュウジャーとの戦いを狩りとして愉しみ、ゼットに対しても不遜な態度を崩さない。闇装備の猟銃着剣系ライフルが武器。トッキュウジャーを圧倒する力を持っており、一度はハウンドシャドーと共に4人を変身解除に追い込んだ。
- 脚本を担当した小林靖子は、サファリレッシャーに敵対することからハンターに設定した。デザインは他のシャドーライン幹部と違和感が出ないよう少しキャラ的に被っているネロ男爵との親和性を持たせつつ、各パーツは対比させるという手法で構成されている。紅白の衣裳はキツネ狩りのコスチュームをイメージしている。

ハウンドシャドー
ナイル伯爵の家臣の狩猟罠系シャドー怪人。闇形式はナロ11-SOS。ナイル伯爵への忠誠心は強く、常に命を捧げる覚悟を持つ。全身にあるトラバサミ系アーマーから発生させるアゴで噛み付くなど戦闘力は高く、ナイル伯爵と共にトッキュウジャーを圧倒した。
- デザインはトラバサミをモチーフとしている。プロット段階では猟犬のイメージであったため、『超新星フラッシュマン』のボー・ガルダンのようなものを想像していたという。

巨大ナイルハウンダー
ナイル伯爵とハウンドシャドーが合体・巨大化した姿。闇形式はナイナロ100048-SOS。噛砕系チャリオットで敵を追跡し、闇装備のチェーン系トラバサミで捕縛した敵のイマジネーションエネルギーを超ビームで消滅させる。
- アームや車輪状の部分は、トラバサミの要素で全て構成している。あまり全体的な形状は重視せず、何かしらパーツがどこかでガチャガチャと動いているような賑やかしに徹している。
- 上半身はスーツ、下半身はCGで表現された。

## 戦力

### トッキュウジャーサファリ
トッキュウジャーが各サファリレッシャーを用いて乗り換えた特殊戦闘形態。それぞれスーツの一部がモチーフとなった動物の特性に変化し、野性的な攻撃を得意とする。乗り換えチェンジの際、自ら名乗りを上げている。必殺技はレンケツバズーカからそれぞれのモチーフの動物をけしかけるレインボーラッシュサファリパーク。
トッキュウ1号ライオン
トッキュウ1号がサファリレッシャー（ライオン）で乗り換えチェンジした姿。両手にライオン系クローを装備し、敵を切り裂く。
トッキュウ2号イーグル
トッキュウ2号がサファリレッシャー（イーグル）で乗り換えチェンジした姿。両腕にイーグル系ウイングを装備し、これを広げて飛翔が可能である。
トッキュウ3号ワイルドキャット
トッキュウ3号がサファリレッシャー（ワイルドキャット）で乗り換えチェンジした姿。両手にワイルドキャット系ネイルを装備し、素早いスピードで敵を引っ掻いて攻撃する。
トッキュウ4号アリゲーター
トッキュウ4号がサファリレッシャー（アリゲーター）で乗り換えチェンジした姿。両腕にワニの両顎を模したアリゲーター系ファングを装備し、これを組み合わせて攻撃する他、臀部にワニの尻尾を出現させての叩き付け攻撃も可能。
トッキュウ5号パンダ
トッキュウ5号がサファリレッシャー（パンダ）で乗り換えチェンジした姿。なりきりイマジネーションが暴走しており、頭部以外の体全体がパンダの姿になっているため、他の4人のように両腕や手に武器は装備していない。
- 「モフモフ」という台詞は、スーツアクターの野川瑞穂がアドリブで演じたものがアフレコでも採用された。

### トッキュウレッシャー
ライオンレッシャーをギャラクシーラインに戻そうと尽力してくれたことに感謝したレディからライトに託された。
| レッシャー名                           | 乗り換えチェンジ | 使用用途                                                 |
| -------------------------------------- | ---------------- | -------------------------------------------------------- |
| サファリレッシャー（ライオン）         | ライオン         | 烈車・サファリレッシャー（ライオン）を呼び出す。         |
| サファリレッシャー（イーグル）         | イーグル         | 烈車・サファリレッシャー（イーグル）を呼び出す。         |
| サファリレッシャー（ワイルドキャット） | ワイルドキャット | 烈車・サファリレッシャー（ワイルドキャット）を呼び出す。 |
| サファリレッシャー（アリゲーター）     | アリゲーター     | 烈車・サファリレッシャー（アリゲーター）を呼び出す。     |
| サファリレッシャー（パンダ）           | パンダ           | 烈車・サファリレッシャー（パンダ）を呼び出す。           |

### 烈車
サファリレッシャー
動物のイマジネーションをモデルに開発されたギャラクシーラインを走る烈車。正面は全て動物の顔を模している。ライオンを先頭にイーグル・ワイルドキャット・アリゲーター・パンダの5編成から成る。
サファリレッシャー（ライオン）
レッドレッシャーと同型の蒸気機関車型烈車。正面はライオンの顔を模している。また後方には、サファリレッシャーのタテガミ・前足の爪・腰になるパーツが着いている。
ナイル伯爵の襲撃を受け、この車両のみが地球に乗り入れた。口からトッキュウ1号を吸引して、彼のイマジネーションエネルギーを利用した。
サファリレッシャー（イーグル）
ブルーレッシャーと同型の新幹線型烈車。正面はワシの顔を模している。
サファリレッシャー（ワイルドキャット）
イエローレッシャーと同型の箱型電車型烈車。正面はヤマネコの顔を模している。
サファリレッシャー（アリゲーター）
グリーンレッシャーと同型の新幹線型烈車。正面はワニの顔を模している。
サファリレッシャー（パンダ）
ピンクレッシャーと同型の通勤電車型烈車。正面はジャイアントパンダの顔を模している。
スペック
| 名称                                   | 全高           | 全幅           | 全長                         | 重量          | スピード                   | 出力              |
| -------------------------------------- | -------------- | -------------- | ---------------------------- | ------------- | -------------------------- | ----------------- |
| サファリレッシャー（ライオン）         | 11.5 m[36][33] | 19.6 m[36][33] | 53.8 m（連結部除く）[36][33] | 630 t[36][33] | 680 km/h（地球上）[36][33] | 540万馬力[36][33] |
| サファリレッシャー（イーグル）         | 8.0m[36][33]   | 4.8 m[36][33]  | 49.6 m（連結部除く）[36][33] | 350 t[36][33] | 780 km/h（地球上）[36][33] | 300万馬力[36][33] |
| サファリレッシャー（ワイルドキャット） | 7.5 m[36][33]  | 4.8 m[36][33]  | 26.7 m（連結部除く）[36][33] | 210 t[36][33] | 600 km/h（地球上）[36][33] | 180万馬力[36][33] |
| サファリレッシャー（アリゲーター）     | 8.0 m[36][33]  | 4.8 m[36][33]  | 49.6 m（連結部除く）[36][33] | 350 t[36][33] | 780 km/h（地球上）[36][33] | 300万馬力[36][33] |
| サファリレッシャー（パンダ）           | 7.5 m[36][33]  | 4.8 m[36][33]  | 26.7 m（連結部除く）[36][33] | 210 t[36][33] | 600 km/h（地球上）[36][33] | 180万馬力[36][33] |
| サファリレッシャー（連結時）           |                |                | 208.2 m[36]                  |               |                            |                   |

### 登場ロボ
サファリガオー
5編成のサファリレッシャーが烈車合体した烈車ライオンでライトが命名した。前足の爪サファリクローが主な武器。背部にトッキュウオーを載せての連携攻撃も行う。
トッキュウ1号が操縦し、トッキュウオーのほうはトッキュウ6号がトッキュウ1号の代わりを務めた。
- 動物型への合体は玩具 DXトッキュウオーの試作時に玩具デザインを担当するプレックスの若手社員が発想し、東映側にも好評を得たことから採用された。

サファリガオー ロボモード
必殺技を放つ際にサファリガオーが人型に変型した姿。
尻尾が変形した剣シッポブレードは劇中未使用。
必殺技はトッキュウオーと共にレールに乗って繰り出すトッキュウサファリダブルキック。
- トッキュウオーを一部色替えして改修や追加パーツを施している。
- ロボモードもスーツではなくCGで表現された。当初はロボモードを登場させる予定はなかったが、監督の竹本の要望により登場することとなった。竹本はスーツがあればテレビシリーズにも登場させることができたと述べている。

超トッキュウオー ポリス&シールド
超トッキュウオーがポリス、シールドレッシャーを烈車武装したポリス・シールド系烈車ロボ。超トッキュウオーポリス同様イエローレッシャーの先頭車両をポリスレッシャーの先頭車両、ピンクレッシャーの先頭車両をシールドレッシャーと交換することで完成する。

### シャドーラインの戦力
伯爵専用クライナー
ナイル伯爵が使用している赤いクライナー。色以外は一般のクライナーと同様の形状をしている。クライナーロボへの変形機能はない。

## 設定・用語
ギャラクシーライン
50年前、人類が宇宙へと飛び出し、無限にイマジネーションを広げた時、レインボーラインの路線も宇宙に広がったことで宇宙空間に敷設された25年周期で太陽系を一周する宇宙大環状線。現在は人間のイマジネーションが低下したため、ごく僅かな宇宙ステーションしか存在しない。

## キャスト
- ライト / トッキュウ1号 - 志尊淳[47]
- トカッチ / トッキュウ2号 - 平牧仁[47]
- ミオ / トッキュウ3号 - 梨里杏[47]
- ヒカリ / トッキュウ4号 - 横浜流星[47]
- カグラ / トッキュウ5号 - 森高愛[47]
- 虹野明 / トッキュウ6号 - 長濱慎[48]
- 闇の皇帝・ゼット - 大口兼悟[47]
- レディ - 福原遥[47]
- 園児 - 高橋幸聖、小美野来希
- 車掌 - 関根勤[47]

### 声の出演
- ナイル伯爵 - ヒャダイン[47]
- ハウンドシャドー - KENN[49][47]
- パス子  - M・A・O[47]
- チケット[47] - 山口勝平
- ワゴン - 堀江由衣[47]
- ネロ男爵 - 福山潤[47]
- ノア夫人 - 久川綾[47]
- シュバルツ将軍 - 壤晴彦[47]
- グリッタ嬢 - 日髙のり子[47]

### アクション
- トッキュウ1号[26] - 押川善文
- トッキュウ2号[27] - 高田将司
- トッキュウ3号[28] - 五味涼子
- トッキュウ4号[50][29] - 竹内康博
- トッキュウ5号[31][30] - 野川瑞穂
- トッキュウ6号[10] - 浅井宏輔
- 清家利一
- 蜂須賀祐一
- 岡元次郎
- 日下秀昭
- ナイル伯爵[51] - 矢部敬三
- ハウンドシャドー[51] - 田中宏幸
- 神尾直子
- 青木哲也
- 村岡弘之
- 渡邉昌宏
- 本多剛幸
- 蔦宗正人
- 寺本翔悟
- 中田裕士
- 井口尚哉
- 石井靖見
- 神前元
- 小玉百夏
- 松岡千尋
- 松本拓巳
- 松村凌太郎
- 柏木佑太
- 田中領
- 東慶介
- 榮男樹
- 小田原徹
- 勝呂学
- 及川雄也
- 藤田洋平
- 湯浅雅恭
- 浦家賢士
- 佐々木俊宜
- 白井雅士
- 関谷健利
- 松本直也

## スタッフ
- 製作 - 鈴木武幸（東映）、平城隆司（テレビ朝日）、高木勝裕（東映アニメーション）、間宮登良松（東映ビデオ）、和田修治（アサツー ディ・ケイ）、松田英史（東映エージエンシー）、垰義孝（バンダイ）
- 企画 - 白倉伸一郎（東映）、林雄一郎（テレビ朝日）、清水慎治（東映アニメーション）、日達長夫（東映ビデオ）、波多野淳一（アサツー ディ・ケイ）、小川政則（東映エージエンシー）、小野口征（バンダイ）
- 原作 - 八手三郎
- 脚本 - 小林靖子
- 音楽 - 羽岡佳
- 撮影 - 松村文雄
- 照明 - 堀直之
- 美術 - 大谷和正
- 録音 - 伝田直樹
- 編集 - 柳澤和子
- 整音 - 深井康之
- スクリプター - 森みどり
- 助監督 - 茶谷和行、谷本健晋、石黒裕章
- 製作担当 - 東正信
- ラインプロデューサー - 青柳夕子
- 計測 - 岩崎智之
- 撮影助手 - 森田曜、根来佑子
- 録音助手 - 赤石栄依
- 選曲 - 宮葉勝行
- 音響効果 - 小川広美（大泉音映）
- キャラクターデザイン - 篠原保、森木靖泰、K-SuKe
- 技術協力 - 東映デジタルセンター、東映ラボ・テック、東映デジタルラボ、西華デジタルイメージ株式会社、BULL、M・SOFT、株式会社グレートインターナショナル
- エグゼクティブ・プロデューサー - 佐々木基（テレビ朝日）、加藤和夫（東映ビデオ）
- プロデューサー - 宇都宮孝明・石川啓（東映）、矢田晃一・深田明宏（東映エージエンシー）
- アクション監督 - 福沢博文
- 特撮監督 - 佛田洋
- 劇場版「鎧武・トッキュウジャー」製作委員会（東映、テレビ朝日、東映アニメーション、東映ビデオ、アサツー ディ・ケイ、東映エージエンシー、バンダイ）
- 監督 - 竹本昇

## 音楽
主題歌「烈車戦隊トッキュウジャー」
作詩 - 渡部紫緒 / 作曲・編曲 - 坂部剛 / 歌 - 伊勢大貴
挿入歌「烈車戦隊トッキュウジャーサファリ」
作詩 - 藤林聖子 / 作曲 - 岩崎貴文 / 編曲 - 中畑丈治 / 歌 - 串田アキラ、堀江美都子

## 映像ソフト化
- 烈車戦隊トッキュウジャー THE MOVIE ギャラクシーラインSOS メイキングイマジネーション☆（DVD1枚組、2014年7月18日発売） 
  - 本作品のメイキングDVD。
  - 映像特典
    - トッキュウ体操
- 烈車戦隊トッキュウジャー THE MOVIE ギャラクシーラインSOS 通常版（1枚組、2014年12月5日発売、Blu-ray / DVDでリリース）
  - 映像特典
    - 特報
    - 劇場予告編
    - TVスポット集
    - ノンスーパーOP&ED
- 烈車戦隊トッキュウジャー THE MOVIE ギャラクシーラインSOS コレクターズパック（2枚組、2014年12月5日発売、Blu-ray / DVDでリリース）
  - ディスク1：本編ディスク（通常版と共通）
  - ディスク2：特典ディスク（Blu-ray版はBlu-ray、DVD版はDVDで収録）
    - レインボートーク -MOVIE EDITION-
    - 完成披露記者会見
    - 完成披露プレミア上映会舞台挨拶
    - 公開2日目舞台挨拶 上映前
    - 公開2日目舞台挨拶 上映後
    - 夏映画スペシャルイベント
    - PR集
    - トッキュウミュージアム
    - ポスターギャラリー

  - 初回限定特典
    - スペシャルブックレット（12P）